# José Ronaldo Ribeiro
José Ronaldo Ribeiro (ur. 28 lutego 1957 w Uberaba) – brazylijski duchowny rzymskokatolicki, biskup diecezjalny Janaúba w latach 2007–2014, biskup diecezjalny Formosy w latach 2014–2018, od 2018 biskup senior diecezji Formosy.

## Życiorys
5 maja 1985 otrzymał święcenia kapłańskie i został inkardynowany do archidiecezji Brasília. Pracował przede wszystkim jako proboszcz parafii Niepokalanego Poczęcia NMP w Sobradinho. W 2005 został także wikariuszem generalnym archidiecezji oraz wikariuszem biskupim dla jej północnej części.
6 czerwca 2007 papież Benedykt XVI mianował go biskupem diecezji Janaúba. Sakry biskupiej udzielił mu 28 lipca 2007 ówczesny arcybiskup metropolita Brasíli - João Braz de Aviz.
24 września 2014 papież Franciszek mianował go biskupem ordynariuszem diecezji Formosa.
W 2015 wszczęto dochodzenie w sprawie nieprawidłowości w zarządzaniu finansami przez kurię diecezjalną. W związku z tymi zarzutami 19 marca 2018 bp Ribeiro, wikariusz generalny diecezji i kilka innych osób zostali zatrzymani przez policję.
12 września 2018 papież przyjął jego rezygnację z pełnionego urzędu.